# Two and a Half Men (seizoen 7)
Het zevende seizoen van de Amerikaanse sitcom Two and a Half Men werd oorspronkelijk uitgezonden op de commerciële televisiezender CBS vanaf 21 september 2009 tot en met 24 mei 2010. De hoofdrollen worden vertolkt door Charlie Sheen, Jon Cryer en Angus T. Jones en de nevenrollen door Conchata Ferrell, Jennifer Taylor, Marin Hinkle, Holland Taylor, Ryan Stiles, Courtney Thorne-Smith en Graham Patrick Martin. Het seizoen telt 22 afleveringen. Charlie Sheen ging op 23 februari 2010 in behandeling tegen een alcohol- en drugsverslaving, waardoor twee afleveringen minder werden opgenomen.

## Samenvatting
Alan Harper (Jon Cryer) begint aan inmiddels zijn zevende jaar als hondstrouwe inwoner van het strandhuis van zijn broer Charlie Harper (Charlie Sheen). Die laatste en Chelsea Melini (Jennifer Bini Taylor) zijn sinds kort niet zorgeloos verloofd. Alan daarentegen geraakt maar niet van straat en wordt eenzamer. Te midden van de huwelijksperikelen kunnen de broers haast niet meer op elkaars lip leven. Alans zoon Jake (Angus T. Jones) slaagt er maar niet in om mentaal volwassen te worden. Charlie en Chelsea zijn druk bezig met de voorbereidingen van hun huwelijk, wat uiteraard niet zonder de hulp van hun naasten lukt. Nou ja: hulp...

## Overzicht
| Nr. serie | Nr. reeks | Titel van aflevering                | Scenarist(en)                                                      | Uitzenddatum      |  |
| --- | --------- | ----------------------------------- | ------------------------------------------------------------------ | ----------------- |  |
| 1 | 140       | 818-jklpuzo                         | Eddie Gorodetsky, Don Foster en Susan Beavers                      | 21 september 2009 |  |
| Charlie (Charlie Sheen) loopt zijn ex-verloofde Mia (Emmanuelle Vaugier) tegen het lijf. Mia is op zoek naar een pianist om haar muziekcarrière te lanceren, maar Charlie weigert. Zijn huidige verloofde Chelsea (Jennifer Taylor) spoort hem aan om haar te helpen, tenzij hij natuurlijk nog altijd gevoelens heeft voor Mia. Titelquote: Alan, die Charlie's geheugentruc uittest om Chelsea's telefoonnummer te onthouden. |           |                                     |                                                                    |                   |  |
| 2 | 141       | Whipped Unto the Third Generation   | Eddie Gorodetsky, Susan Beavers en Jim Patterson                   | 28 september 2009 |  |
| Charlie is onverbiddelijk. Melissa (Kelly Stables), de vriendin van Alan (Jon Cryer), komt niet bij hem inwonen. Wat hij niet beseft, is dat dit al lang gebeurd is. Chelsea kan Charlie overtuigen Melissa te laten blijven. Alan en Melissa doen voortaan hun eigen zin. Charlie verlaat zijn eigen strandhuis. Titelquote: Charlie, die klaagt dat de vrouw de man nog lang zal domineren als hij ziet hoe Celeste Jake controleert. |           |                                     |                                                                    |                   |  |
| 3 | 142       | Mmm, Fish. Yum.                     | Mark Roberts                                                       | 5 oktober 2009    |  |
| Alan past op Milly, de baby van Judith (Marin Hinkle) en Herb (Ryan Stiles), wanneer zijn geïntoxiceerde ex-schoonmoeder Lenore (Annie Potts) de pedalen verliest. Charlie rijdt per ongeluk Chelsea's kat Sir Lancelot dood. Charlie wil alle bewijzen doen verdwijnen, maar dat is buiten zijn neefje Jake (Angus T. Jones) gerekend. Titelquote: Alan, bij het zien van een visgerecht op tafel. |           |                                     |                                                                    |                   |  |
| 4 | 143       | Laxative Tester, Horse Inseminator  | Chuck Lorre, Lee Aronsohn en Mark Roberts                          | 12 oktober 2009   |  |
| Alan wordt 'dienstmeid' van zijn moeder Evelyn (Holland Taylor) om eigen onderdak te vinden en meer tijd met Melissa door te brengen. Alan hoeft niet noodzakelijk te verhuizen: hij kan net zo best vrijen met Melissa in de leegstaande woningen die hij moet showen aan potentiële kopers. Charlie verzet hemel en aarde om ervoor te zorgen dat Chelsea en Jake met elkaar kunnen opschieten, maar dat blijkt niet eenvoudig. Titelquote: Charlie, die alternatieve jobs opsomt die Alan had kunnen doen in plaats van voor hun moeder te gaan werken.                                      |           |                                     |                                                                    |                   |  |
| 5 | 144       | For the Sake of the Child           | Don Foster en Jim Patterson                                        | 19 oktober 2009   |  |
| Jake is het beu dat Charlie en Alan voortdurend ruziën en besluit geen stap meer in oom Charlie's huis te zetten. Alan denkt een einde te kunnen maken aan hun verzuurde 'relatie'. Een werkboek met allerlei therapeutische opdrachten moet de broers hierbij helpen. Titelquote: Alan, die wil dat Charlie en hij hun meningsverschillen opzij zetten, zodat Jake in het weekend bij hen wil blijven. |           |                                     |                                                                    |                   |  |
| 6 | 145       | Give Me Your Thumb                  | David Richardson                                                   | 2 november 2009   |  |
| Chelsea heeft rugpijn. Chiropractor Alan stelt aan Chelsea voor om een borstverkleining te laten uitvoeren, deze kan haar namelijk helpen. Charlie doet alsof hij Chelsea steunt, maar eigenlijk is hij razend op zijn broer. Charlie gooit Alan op straat, waardoor Alan aanbelt bij Evelyn. Charlie bidt nu dat hij Chelsea kan ompraten. Titelquote: Evelyn, die wil dat Alan zijn duimafdruk achterlaat om documenten te vervalsen. |           |                                     |                                                                    |                   |  |
| 7 | 146       | Untainted by Filth                  | Eddie Gorodetsky, Susan Beavers en Jim Patterson                   | 9 november 2009   |  |
| Evelyn heeft de perfecte locatie voor het trouwfeest van Charlie en Chelsea: het Bel Air Hotel op 26 juni. Charlie stemt in, maar panikeert over de concrete datum 26 juni. Samen met Alan verdrinkt Charlie zijn zorgen op café. Charlie en Alan worden de volgende ochtend wakker naast een vrouw die ze van haar noch pluimen kennen. Titelquote: Charlie, die beschrijft dat witte rozen reine liefde symboliseren. |           |                                     |                                                                    |                   |  |
| 8 | 147       | Gorp. Fnark. Schmegle.              | Don Foster, Eddie Gorodetsky, Susan Beavers en Jim Patterson       | 16 november 2009  |  |
| Chelsea's bloedmooie vriendin Gail (Tricia Helfer) heeft zwaar te lijden onder de breuk met haar vriendje en komt enkele dagen bij Charlie en Alan logeren. Haar komst laat de broers niet onberoerd. Terwijl Charlie zijn fantasieën en de verleiding nauwelijks kan onderdrukken, besluit Alan zijn beste beentje voor te zetten. Zelfs huishoudster Berta (Conchata Ferrell) ziet Gail wel zitten. Titelquote: De gedachten van Alan, ingesproken door Jon Cryer, toen hij Gail voor het eerst zag. Charlie zegt hetzelfde in een droom over Chelsea en Gail.                                |           |                                     |                                                                    |                   |  |
| 9 | 148       | Captain Terry's Spray-On Hair       | Chuck Lorre, Lee Aronsohn en Mark Roberts                          | 23 november 2009  |  |
| Charlie is onzeker nadat Chelsea geen orgasme had gedurende hun laatste vrijpartij. Charlie is vastberaden de scheve situatie om te buigen en bereidt een romantisch avondje voor, zonder succes. Charlie ontdekt algauw de waarheid: Chelsea voelt zich niet goed omdat haar ex hertrouwt. Titelquote: Charlie, die het bijschrift van Alans nieuwe haarproduct voorleest. |           |                                     |                                                                    |                   |  |
| 10 | 149       | That's Why They Call It Ball Room   | Lee Aronsohn, Mark Roberts, Don Foster en Eddie Gorodetsky         | 7 december 2009   |  |
| Chelsea wil dat Charlie danslessen volgt zodat ze niet voor schut staan op hun trouwfeest. Charlie doet dat, maar stelt daar iets tegenover: hij wil een voorhuwelijkscontract afsluiten. Chelsea heeft iets voor Charlie verzwegen: ze bezit drie appartementen en trouwt niet met hem voor het geld. Dat verontrust Charlie. Titelquote: Charlie, tegen Alan, tijdens het dansen en nadat Alan oppert dat er geen 'kruiscontact' mag zijn. |           |                                     |                                                                    |                   |  |
| 11 | 150       | Warning, It's Dirty                 | Lee Aronsohn, Eddie Gorodetsky en Don Foster                       | 14 december 2009  |  |
| Jakes vriendin Celeste (Tinashe Kachingwe) brengt de feestdagen door bij haar moeder in Brentwood. Charlie raadt Jake aan om kennis te maken met een knap tienermeisje op het strand. Jake volgt het advies van zijn oom, maar dat dreigt hem zuur op te breken. Evelyn brengt voormalig televisiester Marty Pepper (Carl Reiner), nu een oude man in een rolstoel, mee naar het kerstfeest van de Harpers. Titelquote: Marty Pepper, over hoe hij weet dat actrice Lucille Ball geen natuurlijke roodharige was. Noot: Eerste aflevering met Carl Reiner als Marty Pepper                      |           |                                     |                                                                    |                   |  |
| 12 | 151       | Fart Jokes, Pie and Celeste         | Susan Beavers, Eddie Gorodetsky, Jim Patterson en David Richardson | 11 januari 2010   |  |
| Charlie voelt zich verantwoordelijk voor de breuk van Jake en Celeste. Om zijn neefje te helpen, vraagt hij hem zich te verontschuldigen en als dat niet helpt, andere meisjes te zien. Herb beleeft donkere tijden. Judith ontdekt dat hij tijd doorbrengt met Alan en vindt dat onethisch. Herb wil koste wat het wil vriendschap met Alan. Titelquote: Jake, opsommend waar hij van houdt; Charlie noemt de eerste twee voordat Jake ze alle drie noemt. |           |                                     |                                                                    |                   |  |
| 13 | 152       | Yay, No Polyps!                     | Mark Roberts, Don Foster en Jim Patterson                          | 18 januari 2010   |  |
| Chelsea wil Charlie voorstellen aan haar ouders. Chelsea probeert hem te overtuigen om eens naar Illinois te vliegen, Charlie's ergste nachtmerrie. Hij doet alsof hij een doktersonderzoek gepland heeft en hoopt haar te sussen. Chelsea staat erop dat ze meegaat met Charlie naar het ziekenhuis. Titelquote: Alan, over de resultaten van Charlie's coloscopie. |           |                                     |                                                                    |                   |  |
| 14 | 153       | Crude and Uncalled For              | Mark Roberts, Don Foster en Eddie Gorodetsky                       | 1 februari 2010   |  |
| Charlie en Evelyn huren een advocaat in voor Alan, die onlangs een kerel neersloeg op café. Brad (Steven Eckholdt) is alles wat Charlie niet is: vriendelijk, sociaal geëngageerd en een familieman. Alan vreest dat Chelsea Charlie zal verlaten voor Brad en waarschuwt zijn broer. Charlie laat niks aan toeval over. Titelquote: Evelyn, tegen Charlie, nadat hij een opmerking heeft gemaakt over de mogelijkheid van een rechtszaak. |           |                                     |                                                                    |                   |  |
| 15 | 154       | Aye, Aye, Captain Douche            | Mark Roberts, Don Foster en Jim Patterson                          | 8 februari 2010   |  |
| Charlie is er bijna zeker van dat Chelsea een affaire heeft met Alans advocaat Brad. Charlie steekt zijn wantrouwen overigens niet onder stoelen of banken, waarmee hij zich de woede van Chelsea op de hals haalt. Chelsea staat op vertrekken. Titelquote: Jake, die sarcastisch is nadat een zieke Charlie hem vraagt om het tv-volume lager te zetten. |           |                                     |                                                                    |                   |  |
| 16 | 155       | Tinkle Like a Princess              | Mark Roberts, Don Foster en Jim Patterson                          | 1 maart 2010      |  |
| Chelsea verlaat Charlie, die zich daarop afsluit voor de buitenwereld. Alan dwingt hem zijn leven terug op te nemen. Tijdens een van zijn nachtelijke verovertochten stuit Charlie op een oude bekende: Betsy (Katy Mixon). Charlie en Betsy verdwijnen enkele dagen en wanneer Charlie terugkeert, blijkt hij met Betsy getrouwd te zijn. Titelquote: Charlie, die Alan te kennen geeft dat hij niet naar zijn badkamer kan gaan omdat het hem aan Chelsea doet denken. |           |                                     |                                                                    |                   |  |
| 17 | 156       | I Found Your Moustache              | Don Foster, Eddie Gorodetsky en Jim Patterson                      | 8 maart 2010      |  |
| Charlie loopt Chelsea en Brad toevallig het lijf in de bios, wat hem doet beseffen dat hij de breuk met Chelsea nog lang niet heeft verwerkt. Charlie bespioneert Chelsea, maar tot zijn verbazing blijft Brad niet logeren en rijdt Chelsea naar Malibu, waar Charlie woont. Zou ze zich bedacht hebben? Titelquote: Chelsea, die Charlie de nepsnor overhandigt die Alan hem had geleend. |           |                                     |                                                                    |                   |  |
| 18 | 157       | Ixnay on the Oggie Day              | Chuck Lorre, Lee Aronsohn en Mark Roberts                          | 22 maart 2010     |  |
| Charlie beleeft een avontuurtje met Gail, een van Chelsea's beste vriendinnen, en daar zou hij wel eens spijt van kunnen krijgen. Chelsea wil immers terugkeren. Ondertussen wordt Alan rijkelijk vergoed door een patiënt die een ietwat aparte behandeling wenst. Titelquote: Charlie, die Gail verzoekt om het feit dat ze seks hadden onder elkaar te houden. |           |                                     |                                                                    |                   |  |
| 19 | 158       | Keith Moon is Vomiting in His Grave | Eddie Gorodetsky en Jim Patterson                                  | 12 april 2010     |  |
| Alan wil de moeder van Eldridge (Graham Patrick Martin), Jakes beste vriend, inlichten over het alcoholgebruik van Eldridge en Jake. Maar dan ziet Alan hoe knap de vrouw is, Lindsey genaamd (Courtney Thorne-Smith). Alan neemt een bocht van 180 graden en wil zijn kans wagen bij Lindsey. Charlie is tegen het idee. Titelquote: Charlie, die Eldridge vergelijkt met andere drummers terwijl hij overgeeft in een rieten mand. Keith Moon was de drummer van The Who. Noot: Eerste aflevering met Courtney Thorne-Smith als Lindsey McElroy en Graham Patrick Martin als Eldridge McElroy |           |                                     |                                                                    |                   |  |
| 20 | 159       | I Called Him Magoo                  | Mark Roberts, Don Foster en Susan Beavers                          | 10 mei 2010       |  |
| Alans plannen om een romantische nacht met Lindsey door te brengen in een hotel vallen in het water. Charlie heeft meer geluk wat de liefde betreft. Titelquote: Berta, over een blinde, mentaal verslechterende kat die ze vroeger had en waar Alan haar aan herinnert. |           |                                     |                                                                    |                   |  |
| 21 | 160       | Gumby with a Pokey                  | Mark Roberts, Don Foster, Eddie Gorodetsky en Jim Patterson        | 17 mei 2010       |  |
| Alan en Jake reizen door naar Sacramento om een dure klok op te halen, een erfenis. Charlie krijgt marihuana voorgeschreven door zijn apotheker Russell (Martin Mull), en wel om Chelsea te vergeten. Huishoudster Berta doet gewillig mee. Charlie's 'behandeling' loopt voor de man uit de hand. Titelquote: Russell, de apotheker van Charlie, die de effecten ontsluiert van Viagra in combinatie met een spierverslapper. |           |                                     |                                                                    |                   |  |
| 22 | 161       | This is Not Gonna End Well          | Eddie Gorodetsky, Susan Beavers, Jim Patterson en David Richardson | 24 mei 2010       |  |
| Wanneer Charlie zijn rijbewijs kwijtspeelt, moet hij noodgedwongen een beroep doen op Jake om hem overal naartoe te brengen. Alsof dat nog niet genoeg is, is Alan inmiddels vastbesloten om Chelsea's verjaardagsfeestje bij te wonen. Charlie verwerkt de ene tegenslag na de andere. Titelquote: Charlie, na een botsing met een politieauto en dronken rijden met een rijverbod. |           |                                     |                                                                    |                   |  |

## Rolverdeling

### Hoofdcast
- Charlie Sheen (Charlie Harper)
- Jon Cryer (Alan Harper)
- Angus T. Jones (Jake Harper)
- Conchata Ferrell (Berta)
- Jennifer Taylor (Chelsea Melini)
- Marin Hinkle (Judith Melnick)
- Holland Taylor (Evelyn Harper)

### Gastacteurs
- Melanie Lynskey (Rose)
- Kelly Stables (Melissa)
- Courtney Thorne-Smith (Lyndsey Mackelroy)
- Graham Patrick Martin (Eldridge Mackelroy)
- Ryan Stiles (Herb Melnick)